# Михлина, Ирина Ильинична
Ирина Ильинична Михлина (12 ноября 1929, Харьков, УССР, СССР — 25 апреля 2012) — советский и российский библиографовед, доктор педагогических наук (2001), профессор, заслуженный работник культуры Кубани.

## Биография
Родился 12 ноября 1929 года в Харькове. В 1947 году поступила в Харьковский государственный университет, который она окончила в 1952 году, после чего переехала в Москву и в 1954 году поступила на библиотечный факультет МГБИ на заочное отделение, который она окончила в 1959 году, в том же году поступила на аспирантуру там же, которую она окончила в 1968 году, одновременно с этим с 1954 по 1967 год работала в Оренбургской областной библиотеке, в 1967 году была принята на работу в ГПНТБ и проработала вплоть до 1970 года. С сентября 1970 года переехала в Краснодар и работала в Краснодарском ГУКИ, где она работала вплоть до своей смерти. Преподавала библиографическое краеведение, а также являлась доцентом и профессором информационно-библиотечного факультета.
Скончалась 25 апреля 2012 года.

## Научные работы
Основные научные работы посвящены оригинальным концепциям деятельности библиографического краеведения в системе информационно-библиографических ресурсов. Автор свыше 100 научных работ и учебников, среди которых учебник «Краеведческая библиография в системе библиографической деятельности в СССР» был удостоен премии 3-й степени по итогам конкурса РСФСР за лучшую работу.
- Являлась одним из ведущих специалистов в области библиографического краеведения.